# Hans Diepold von Gemmingen
Hans Diepold von Gemmingen (* 30. September 1554; † 1612 in Dillingen an der Donau) war fürstlich-augsburgischer Rat und Statthalter in Dillingen.

## Leben
Er war ein Sohn des Hans Dietrich von Gemmingen (1516–1566) und der Magdalena Mundpratt von Spiegelberg († 1566) aus der Linie Steinegg der Freiherren von Gemmingen. Wie zahlreiche Angehörige seiner Familie trat er in fürstbischöflich-augsburgische Dienste, wo sein Bruder Johann Otto von Gemmingen (1545–1596) ab 1591 Fürstbischof war und wo Hans Diepold wie auch sein Bruder Hans Jakob das Amt eines Rates bekleideten. Er war Statthalter in Dillingen und Ritter des heiligen Grabes. Seinen Sitz hatte er in Heimsheim. Er wurde in der Pfarrkirche von Dillingen begraben.

## Familie
Er war verheiratet mit Barbara von Venningen. Von den elf Kindern des Paares kamen sieben zu Jahren.
Nachkommen:
- Georg Diepold (1584–1624) ⚭ Anna Margaretha von Knöringen
- Ursula (* 1588) ⚭ Philipp von Freiberg zu Eisenberg
- Anna Katharina ⚭ Christoph von Breitenlandenberg, Philipp Puplin von Jarsdorf
- Walpurga († 1620) ⚭ Hans Georg Leonrodt von Trugenhofen
- Barbara († 1638) ⚭ Veit Ernst von Rechberg
- Maria Veronica ⚭ Jakob Trapp von Kronenberg
- Georg Dietrich (1594–1644), Kanoniker in Eichstätt